# Micronimba pulchella
Micronimba pulchella is een hooiwagen uit de familie Pyramidopidae.